# Час гріхів
«Час гріхів» — Кримінальна драма. Рік виробництва 2007. Прем'єра:10/05/2009 (Росія), 19/02/2010 (Україна). 

## Зміст
У Криму не на жарт розбушувалася стихія: сильні дощі спричинили зсуви. Місцевий дільничний Микола Ерьомін знає про небезпеку не з чуток: кілька років тому через нещастя в горах загинула його кохана дружина. Один раз увечері знайомі Ерьоміна Зіна, Ігор і Олег виявляють легковий автомобіль, що потрапив під лавину, із двома загиблими. У багажнику автомобіля чоловіки знаходять набиту валютою сумку. Про те, щоб здати гроші в міліцію не може бути й мови; у кожного в цій родині свої заповітні плани, і заради їхнього втілення Олег, Ігор і Зіна готові на все. Але все-таки їм не вдається приховати знахідку від Миколи, приїжджі співробітники служби безпеки розповідають тому про загиблих у горах: злочинці намагалися вивезти украдену валюту за кордон. Ерьомін зі своїм старим другом Андрієм вступають у гру, але не тільки вони починають полювання за грошима...

## Ролі
| Актор               | Роль             |
| ------------------- | ---------------- |
| Костянтин Милованов | Микола Ерьомін - |
| Олена Панова        | Зіна -           |
| Ігор Савочкін       | Олег -           |
| Павло Трубинер      | -                |
| Іван Марченко       | -                |
| Леся Самаєва        | -                |
| Олесь Каціон        | -                |
| Любава Грешнова     | -                |
| Вадим Діаз          | -                |

## Знімальна група
- Режисер — Павло Тупик
- Сценарист — Юрій Голіченко
- Художник-постановник — Віктор Бучковський
- Продюсер — Юрій Мінзянов, Влад Ряшин, Сергій Железняк
- Композитор — Михайло Алексєєв